# Lleis Fonamentals

Les Lleis Fonamentals (en castellà, Leyes Fundamentales) eren el conjunt de lleis bàsiques del franquisme, que regulaven l'organització i les atribucions de les institucions polítiques del règim polític franquista.
No eren una constitució, ja que no es basaven en la sobirania nacional, sinó en la voluntat autoritària d'un dictador que havia arribat al poder a conseqüència de la Guerra Civil espanyola del 1936-1939.
N'eren set:
- Fuero del Trabajo (1938).
- Ley Constitutiva de las Cortes (1942).
- Fuero de los Españoles (1945).
- Ley de Referéndum (1945).
- Ley de Sucesión en la Jefatura del Estado (1947).
- Ley de Principios del Movimiento Nacional (1958).
- Llei Orgànica de l'Estat (1967).

Van ser derogades per la Constitució espanyola de 1978.